# Huangxiekou (köpinghuvudort i Kina, Hubei Sheng, lat 30,03, long 112,85)
Huangxiekou (kinesiska: 黄歇口镇) är en köpinghuvudort i Kina. Den ligger i provinsen Hubei, i den centrala delen av landet, omkring 150 kilometer sydväst om provinshuvudstaden Wuhan. Antalet invånare är 54 489. Befolkningen består av 26 110 kvinnor och 28 379 män. Barn under 15 år utgör 15,0 %, vuxna 15-64 år 75 %, och äldre över 65 år 8,0 %.
Runt Huangxiekou är det ganska tätbefolkat, med 248 invånare per kvadratkilometer. Närmaste större samhälle är Xingou, 14,6 km nordost om Huangxiekou. Trakten runt Huangxiekou består till största delen av jordbruksmark.
Genomsnittlig årsnederbörd är 1 609 millimeter. Den regnigaste månaden är april, med i genomsnitt 233 mm nederbörd, och den torraste är december, med 33 mm nederbörd.